# Torneo de fútbol Inter Games 2019
El Torneo de Fútbol Inter Games de 2019 fue un torneo de fútbol que se celebró entre los días 15 y 22 de junio de 2019 en Anglesey, Gales. Se organizó debido a que el anfitrión de los Juegos de las Islas 2019, Gibraltar, había sido incapaz de recibir el torneo debido a que apenas uno de sus campos de fútbol se considera adecuado para disputar el torneo. Como el fútbol es uno de los deportes más populares de los Juegos, se decidió que los partidos se realizaría en otro lugar, y los resultados no formarán parte del histórico oficial de los Juegos de las Islas.
Fue anunciado el 1 de mayo de 2018 que la isla galesa había sido elegida como lugar preferido para ser sede del evento. En agosto de ese año, 12 equipos confirmaron la participación en el torneo y el sorteo para las competiciones masculinas y femeninas fue realizado el 19 de noviembre por Wayne Hennessey y Osian Roberts. El evento fue patrocinado por la empresa galesa de construcción Huws Gray, con sede en Anglesey.

## Torneo masculino

### Fase de grupos

#### Grupo A
| Pos. | Selección           | PJ | PG | PE | PP | GF | GC | DG  | Pts |
| ---- | ------------------- | -- | -- | -- | -- | -- | -- | --- | --- |
| 1    | Anglesey            | 3  | 3  | 0  | 0  | 6  | 2  | +4  | 9   |
| 2    | Jersey              | 3  | 2  | 0  | 1  | 12 | 1  | +11 | 6   |
| 3    | Islas Orcadas       | 3  | 1  | 0  | 2  | 3  | 9  | −6  | 3   |
| 4    | Hébridas Exteriores | 3  | 0  | 0  | 3  | 2  | 11 | −9  | 0   |

| Fecha               | Lugar     |                     |                                | Resultado |                                |                     |
| ------------------- | --------- | ------------------- | ------------------------------ | --------- | ------------------------------ | ------------------- |
| 16 de junio de 2019 | Llangefni | Jersey              | Bandera de Jersey              | 5:0       |                                | Islas Orcadas       |
| 16 de junio de 2019 | Holyhead  | Anglesey            |                                | 2:1       | Bandera de Hébridas Exteriores | Hébridas Exteriores |
| 17 de junio de 2019 | Gwalchmai | Anglesey            |                                | 3:1       |                                | Islas Orcadas       |
| 17 de junio de 2019 | Bodorgan  | Jersey              | Bandera de Jersey              | 7:0       | Bandera de Hébridas Exteriores | Hébridas Exteriores |
| 18 de junio de 2019 | Llangefni | Anglesey            |                                | 1:0       | Bandera de Jersey              | Jersey              |
| 18 de junio de 2019 | Cemaes    | Hébridas Exteriores | Bandera de Hébridas Exteriores | 1:2       |                                | Islas Orcadas       |

#### Grupo B
| Pos. | Selección   | PJ | PG | PE | PP | GF | GC | DG  | Pts |
| ---- | ----------- | -- | -- | -- | -- | -- | -- | --- | --- |
| 1    | Isla de Man | 2  | 2  | 0  | 0  | 13 | 2  | +11 | 6   |
| 2    | Hitra       | 2  | 1  | 0  | 1  | 5  | 9  | −4  | 3   |
| 3    | Alderney    | 2  | 0  | 0  | 2  | 3  | 10 | −7  | 0   |

| Fecha               | Lugar            |             |                        | Resultado |                                |          |
| ------------------- | ---------------- | ----------- | ---------------------- | --------- | ------------------------------ | -------- |
| 16 de junio de 2019 | Cemaes           | Alderney    | Bandera de Alderney    | 2:4       | Bandera del Municipio de Hitra | Hitra    |
| 17 de junio de 2019 | Llangefni        | Isla de Man | Bandera de Isla de Man | 7:1       | Bandera del Municipio de Hitra | Hitra    |
| 18 de junio de 2019 | Llannerch-y-medd | Isla de Man | Bandera de Isla de Man | 6:1       | Bandera de Alderney            | Alderney |

#### Grupo C
| Pos. | Selección    | PJ | PG | PE | PP | GF | GC | DG  | Pts |
| ---- | ------------ | -- | -- | -- | -- | -- | -- | --- | --- |
| 1    | Guernsey     | 2  | 2  | 0  | 0  | 11 | 1  | +10 | 6   |
| 2    | Shetland     | 2  | 1  | 0  | 1  | 7  | 3  | +4  | 3   |
| 3    | Santa Helena | 2  | 0  | 0  | 2  | 1  | 15 | −14 | 0   |

| Fecha               | Lugar    |              |                                                      | Resultado |                                                      |              |
| ------------------- | -------- | ------------ | ---------------------------------------------------- | --------- | ---------------------------------------------------- | ------------ |
| 16 de junio de 2019 | Bryn Du  | Santa Helena | Bandera de Santa Elena, Ascensión y Tristán de Acuña | 1:6       |                                                      | Shetland     |
| 17 de junio de 2019 | Bodedern | Guernsey     | Bandera de Guernsey                                  | 2:1       |                                                      | Shetland     |
| 18 de junio de 2019 | Holyhead | Guernsey     | Bandera de Guernsey                                  | 9:0       | Bandera de Santa Elena, Ascensión y Tristán de Acuña | Santa Helena |

#### Clasificación de segundos colocados
| Pos. | Grupo | Selección | PJ | PG | PE | PP | GF | GC | DG | Pts |
| ---- | ----- | --------- | -- | -- | -- | -- | -- | -- | -- | --- |
| 1    | C     | Shetland  | 2  | 1  | 0  | 1  | 7  | 3  | +4 | 3   |
| 2    | A     | Jersey    | 2  | 1  | 0  | 1  | 5  | 1  | +4 | 3   |
| 3    | B     | Hitra     | 2  | 1  | 0  | 1  | 5  | 9  | −4 | 3   |

### Fase final

#### Disputa del noveno lugar
| 20 de junio de 2019 | Hébridas Exteriores                       | 2:1 | Santa Helena        | Cae Cynlas, Bryn Du          |                              |
| 11:30               | - Eachainn Miller 2' - Robert Shirkie 86' |     | - Rico Benjamin 56' | Asistencia: 138 espectadores | Asistencia: 138 espectadores |

#### Disputa del séptimo lugar
| 20 de junio de 2019 | Islas Orcadas     | 1:2 | Alderney                                 | Trefdraeth, Bodorgan |  |
| 13:00               | - Owen Rendall ?' |     | - Josh McCullouch 44' - Joe Blackham 87' |                      |  |

#### Disputa del quinto lugar
| 20 de junio de 2019 | Jersey                                                | 3:1 | Hitra                 | Cae Ty Cristion, Bodedern |  |
| 14:00               | - Jay Giles 4' - Kieran Lester 20' - Adam Trotter 82' |     | - Sindre Kvakland 55' |                           |  |

#### Semifinales
| 20 de junio de 2019 | Anglesey            | 2:1 | Shetland          | Bob Parry Field, Llangefni     |                                |
| 19:30               | - Sam Jones 9', 42' |     | - Ronan Grant 58' | Asistencia: 1.506 espectadores | Asistencia: 1.506 espectadores |

| 20 de junio de 2019 | Isla de Man                       | 2:3 | Guernsey                                    | Maes Meurig, Gwalchmai       |                              |
| 16:30               | - Rhys Oates 52' - Chris Bass 70' |     | - Will Fazakerley ?' - Matt Loaring ?', 84' | Asistencia: 276 espectadores | Asistencia: 276 espectadores |

#### Disputa del tercer lugar
| 21 de junio de 2019 | Shetland | 0:5 | Isla de Man                                                 | Maes Meurig, Gwalchmai |  |
| 14:00               |          |     | - Rhys Oates 24', 75', 78' - ? 71' (a.g.) - Dan Simpson 76' |                        |  |

#### Final
| 21 de junio de 2019 | Anglesey                                 | 2:1 | Guernsey         | The New Stadium, Holyhead      |                                |
| 18:30               | - Liam Morris 67' - Melvin McGinness 83' |     | - Keanu Marsh 5' | Asistencia: 3.020 espectadores | Asistencia: 3.020 espectadores |

### Posición final
| Pos. | Equipo              |
| ---- | ------------------- |
|      | Anglesey            |
|      | Guernsey            |
|      | Isla de Man         |
| 4    | Hitra               |
| 5    | Jersey              |
| 6    | Hitra               |
| 7    | Alderney            |
| 8    | Islas Orcadas       |
| 9    | Hébridas Exteriores |
| 10   | Santa Helena        |

## Torneo femenino

### Fase de grupos

#### Grupo A
| Pos. | Selección           | PJ | PG | PE | PP | GF | GC | DG | Pts |
| ---- | ------------------- | -- | -- | -- | -- | -- | -- | -- | --- |
| 1    | Anglesey            | 2  | 1  | 0  | 1  | 5  | 4  | +1 | 3   |
| 2    | Hitra               | 2  | 1  | 0  | 1  | 3  | 3  | 0  | 3   |
| 3    | Hébridas Exteriores | 2  | 1  | 0  | 1  | 2  | 3  | −1 | 3   |

| Fecha               | Lugar |                     |                                | Resultado |                                |                     |
| ------------------- | ----- | ------------------- | ------------------------------ | --------- | ------------------------------ | ------------------- |
| 16 de junio de 2019 | -     | Anglesey            |                                | 3:1       | Bandera de Hébridas Exteriores | Hébridas Exteriores |
| 17 de junio de 2019 | -     | Anglesey            |                                | 2:3       | Bandera del Municipio de Hitra | Hitra               |
| 18 de junio de 2019 | -     | Hébridas Exteriores | Bandera de Hébridas Exteriores | 1:0       | Bandera del Municipio de Hitra | Hitra               |

#### Grupo B
| Pos. | Selección   | PJ | PG | PE | PP | GF | GC | DG | Pts |
| ---- | ----------- | -- | -- | -- | -- | -- | -- | -- | --- |
| 1    | Isla de Man | 2  | 2  | 0  | 0  | 5  | 3  | +2 | 6   |
| 2    | Jersey      | 2  | 1  | 0  | 1  | 8  | 5  | +3 | 3   |
| 3    | Gibraltar   | 2  | 0  | 0  | 2  | 3  | 8  | −5 | 0   |

| Fecha               | Lugar |             |                        | Resultado |                      |           |
| ------------------- | ----- | ----------- | ---------------------- | --------- | -------------------- | --------- |
| 16 de junio de 2019 | -     | Isla de Man | Bandera de Isla de Man | 3:2       | Bandera de Jersey    | Jersey    |
| 17 de junio de 2019 | -     | Isla de Man | Bandera de Isla de Man | 2:1       | Bandera de Gibraltar | Gibraltar |
| 18 de junio de 2019 | -     | Jersey      | Bandera de Jersey      | 6:2       | Bandera de Gibraltar | Gibraltar |

### Fase final

#### Disputa del quinto lugar
| 19 de junio de 2019 | Hébridas Exteriores                                                                               | 5:0 | Gibraltar |  |  |
| 17:30               | - Beth Macleod 46' - Shana Macphail 49' - Maryam Lee ?' - Mary Macleod ?' - Ann-Louise Stewart ?' |     |           |  |  |

#### Semifinales
| 19 de junio de 2019 | Anglesey          | 1:0 | Jersey |  |  |
| 18:30               | - Lexi Crawley ?' |     |        |  |  |

| 19 de junio de 2019 | Isla de Man                                                                                | 5:1 | Hitra                  |  |  |
| 18:00               | - Becky Corkish ?' - Ellie Gawne ?' - Jade Burden ?' - Casey Halsall ?' - Sarah Wignall ?' |     | - Kristin Jørgenson ?' |  |  |

#### Disputa del tercer lugar
| 21 de junio de 2019 | Jersey                                                        | 3:2 (t. s.) | Hitra                                              | Lôn Bach, Amlwch |  |
| 11:30               | - Libby Barnett 47' (pen.) - Megan Wood 90+1' - Eve Watson ?' |             | - Nina Antonsen 34' - Kristin Jørgenson 87' (pen.) |                  |  |

#### Final
| 21 de junio de 2019 | Anglesey           | 1:2 | Isla de Man                          | The New Stadium, Holyhead |  |
| 15:30               | - Catrin Evans 69' |     | - Sarah Wignall 3' - Ellie Gawne 38' |                           |  |

### Posición final
| Pos. | Equipo              |
| ---- | ------------------- |
|      | Isla de Man         |
|      | Anglesey            |
|      | Jersey              |
| 4    | Hitra               |
| 5    | Hébridas Exteriores |
| 6    | Gibraltar           |